# Onthophagus bicolensis
Onthophagus bicolensis là một loài bọ cánh cứng trong họ Bọ hung (Scarabaeidae).